# Kärnvapennedrustning

Fredssymbolen (☮) designades av Gerald Holtom 1958, och representerar bokstäverna N och D (nuclear disarmament) i semaforalfabetet. Symbolen är officiell symbol för Campaign for Nuclear Disarmament.

Kärnvapennedrustning är en nedrustningsprocess genom vilken kärnvapen minskas eller elimineras. Dess sluttillstånd kan också vara en kärnvapenfri värld, där kärnvapen helt elimineras.
Flera nedrustnings- och ickespridningsavtal har träffats på grund av den extrema fara som kärnvapenkrig och innehav av kärnvapen innebär, både för inblandade och utomstående länder.
Förespråkare av kärnvapennedrustning hävdar att det minskar sannolikheten för att kärnvapenkrig skulle inträffa, särskilt med tanke på olyckor eller motanfall på grund av falsklarm. Kritiker av kärnvapennedrustning säger att det skulle undergräva kärnvapens avskräckande kraft och göra konventionella krig vanligare.
I Sverige engagerar sig bland andra Svenska freds- och skiljedomsföreningen för kärnvapennedrustning. Internationellt har bland andra Campaign for Nuclear Disarmament, Peace Action, Pugwash Conferences on Science and World Affairs, Greenpeace, Soka Gakkai International, Internationella läkarrörelsen mot kärnvapen, Mayors for Peace, Global Zero, International Campaign to Abolish Nuclear Weapons, Nihon Hidankyo, och Nuclear Age Peace Foundation protesterat för nedrustning.

## Historisk nedrustning
Nedrustningen av kärnvapen har varit en central fråga inom internationell politik sedan kärnvapen först användes under andra världskriget. Efter bombningarna av Hiroshima och Nagasaki 1945, där USA använde kärnvapen mot Japan, inleddes en intensiv kapprustning mellan USA och Sovjetunionen under perioden som kom att kallas det kalla kriget. Båda supermakterna utvecklade och testade kärnvapen i snabb takt, vilket ledde till en global oro för kärnvapenkrig.
Ett viktigt steg mot nedrustning togs 1963 med undertecknandet av det partiella provsprängningsavtalet (Partial Test Ban Treaty, PTBT), där USA, Sovjetunionen och Storbritannien enades om att förbjuda kärnvapenprov i atmosfären, i rymden och under vattnet. Provsprängningar under jord tilläts fortfarande.
Icke-spridningsavtalet (Non-proliferation Treaty, NPT) undertecknades 1968. Avtalet, som trädde i kraft 1970, är fortfarande 2024 ett av de mest betydelsefulla avtalen inom kärnvapennedrustning. Avtalet syftar till att förhindra spridning av kärnvapen, främja fredlig användning av kärnkraft och att arbeta mot kärnvapennedrustning. Majoriteten av världens länder har anslutit sig till NPT, men Nordkorea har utträtt och Indien, Pakistan, Israel och Sydsudan, har aldrig signerat avtalet.
Under 1970- och 1980-talen förhandlade USA och Sovjetunionen fram flera bilaterala avtal för att begränsa sina strategiska kärnvapenarsenaler. SALT I (Strategic Arms Limitation Talks) undertecknades 1972, följt av SALT II 1979. Ett viktigt problem under dessa avtal var asymmetrin mellan Sovjetunionens och USAs kärnvapenarsenaler.
START-förhandlingarna (Strategic Arms Reduction Treaty), som började under 1980-talet, ledde till undertecknandet av START I-avtalet av George H.W. Bush och Michail Gorbatjov 1991, vilken innebar betydande minskningar av strategiska kärnvapen. START II, undertecknat 1993 av Ryssland och USA, syftade till ytterligare minskningar men trädde aldrig i kraft på grund av politiska hinder.
Provstoppsavtalet (Comprehensive Nuclear-Test-Ban Treaty, CTBT) antogs 1996 av FN:s generalförsamling och förbjuder alla kärnvapenprov. Trots att många länder har ratificerat avtalet har det ännu inte trätt i kraft eftersom USA och Kina ännu inte har ratificerat det.
2023 fanns fortfarande över 12 500 kärnvapen i världen. Trots att detta är en stor skillnad från de dryga 70 500 som fanns under kalla kriget, har nedrustningen saktat ned under 2000-talet. Samtidigt har dock den destruktiva kraften som skulle kunna användas omedelbart minskat drastiskt, och har gått från drygt 13 000 megaton 1960 till 2 500 megaton 2023. Dagens potential motsvarar en destruktiv kraft som skulle kunna förstöra drygt 7% av allt beboeligt land på planeten.
Under 2020-talet har initiativ som FN:s kärnvapenkonvention (Treaty on the Prohibition of Nuclear Weapons, TPNW), som trädde i kraft 2021, varit viktiga steg mot en kärnvapennedrustning.

## Källförteckning
1. ↑  ”World's best-known protest symbol turns 50” (på brittisk engelska). 20 mars 2008. http://news.bbc.co.uk/2/hi/uk_news/magazine/7292252.stm. Läst 4 juni 2024.
2. ↑  Da Cunha, Derek. Southeast Asian Perspectives on Security. sid. 114. https://books.google.com/books?id=OKhChGd7nP0C&pg=PA114.  ”"Denuclearization" may be defined as political/normative attitudes towards nuclear disarmament, with a complete ban on nuclear weapons as the objective. The ultimate aim of denuclearization is to achieve a nuclear weapons-free world.”
3. ↑  ”Nuclear False Warnings and the Risk of Catastrophe | Arms Control Association”. www.armscontrol.org. https://www.armscontrol.org/act/2019-12/focus/nuclear-false-warnings-risk-catastrophe.
4. ↑  John Mecklin (10 januari 2024). ”Why a nuclear weapons ban would threaten, not save, humanity” (på amerikansk engelska). Bulletin of the Atomic Scientists. https://thebulletin.org/2024/01/why-a-nuclear-weapons-ban-would-threaten-not-save-humanity/. Läst 4 juni 2024.
5. ↑  ”SVERIGE MÅSTE VÅGA STÅ UPP MOT KÄRNVAPEN”. Svenska Freds. https://www.svenskafreds.se/upptack/nedrustning/debatt-sverige-maste-vaga-sta-upp-mot-karnvapen/. Läst 4 juni 2024.
6. ↑  ”kalla kriget - Uppslagsverk - NE.se”. www.ne.se. https://www.ne.se/uppslagsverk/encyklopedi/l%C3%A5ng/kalla-kriget. Läst 4 juni 2024.
7. ↑  ”Provstoppsavtal”. Lär om kärnvapen. https://laromkarnvapen.se/politik/provstoppsavtal/. Läst 4 juni 2024.
8. ↑  Anna Schumann (14 april 2017). ”Fact Sheet: Nuclear Non-Proliferation Treaty (NPT)” (på amerikansk engelska). Center for Arms Control and Non-Proliferation. https://armscontrolcenter.org/fact-sheet-nuclear-non-proliferation-treaty-npt/. Läst 4 juni 2024.
9. ↑  ”Strategic Arms Limitation Talks | Cold War Arms Control Negotiations | Britannica” (på engelska). www.britannica.com. https://www.britannica.com/event/Strategic-Arms-Limitation-Talks. Läst 4 juni 2024.
10. ↑  ”Strategic Arms Reduction Talks (START) | Britannica” (på engelska). www.britannica.com. https://www.britannica.com/event/Strategic-Arms-Reduction-Talks. Läst 4 juni 2024.
11. ↑  Anna Schumann (16 november 2022). ”Strategic Arms Reduction Treaty II” (på amerikansk engelska). Center for Arms Control and Non-Proliferation. https://armscontrolcenter.org/strategic-arms-reduction-treaty-ii/. Läst 4 juni 2024.
12. ↑  ”The Comprehensive Nuclear-Test-Ban Treaty (CTBT)”. CTBTO. https://www.ctbto.org/our-mission/the-treaty. Läst 4 juni 2024.
13. ↑  ”Comprehensive Nuclear Test Ban Treaty (CTBT)”. Nuclear Threat Initiative. https://www.nti.org/education-center/treaties-and-regimes/comprehensive-nuclear-test-ban-treaty-ctbt/. Läst 4 juni 2024.
14. 1 2  Herre, Bastian; Rosado, Pablo; Roser, Max; Hasell, Joe (2024-03-18). ”Nuclear Weapons”. Our World in Data. https://ourworldindata.org/nuclear-weapons. Läst 4 juni 2024.
15. ↑  ”Treaty on the prohibition of nuclear weapons – UNODA” (på amerikansk engelska). https://disarmament.unoda.org/wmd/nuclear/tpnw/. Läst 4 juni 2024.